# Anund Jacob
Anund Jacob (1000 - 1050) was van 1022 tot 1050 koning van Zweden. Hij was een zoon van Olof Skötkonung en zijn vrouw Estrid. Vanaf 1019 werd hij mederegent van zijn vader Olof (II). Na Olofs dood in 1022 werd hij koning. Omstreeks 1030 liet hij in Sigtuna munten slaan. Anund Jacob was getrouwd met Gunhild van Noorwegen (?-1054, en een dochter van de Ladejarl Sven) en had een dochter Gyda. Hij zou een natuurlijke dood sterven.
In een verbond met zijn zwager koning Olaf de Heilge van Noorwegen raakte Anund in 1026 bij Helge å in Skåne in gevecht met Knoet de Grote van Denemarken en Engeland. Ze verloren het gevecht. Toen Olaf de Heilige in 1030 van zijn ballingschap in Novgorod terugkeerde behield hij de ondersteuning van Anund Jacob in de vorm van 400 man strijders die hem werden toegewezen.
Anund Jacob verkreeg ook de bijnaam ´´Kolbränna´´ (kolenbrander) omdat hij de huizen van wetschenders liet verbranden.
In het jaar 1047 verleende Anund Jacob de verdreven Deense koning Svend Estridsen (welke in 1051 met zijn weduwe, Gunhild, en in 1054 met zijn dochter, Gyda, zou trouwen) onderdak aan zijn hof. Deze zou later als de eerste berichten over Zweden aan Adam van Bremen overbrengen.